# Somogytúr
Somogytúr is een plaats (község) en gemeente in het Hongaarse comitaat Somogy. Somogytúr telt 430 inwoners (2001).